# Mounib al-Masri
Mounib el-Masri, né en 1934 à Naplouse, est un industriel et homme politique palestinien. 

## Biographie
Directeur des groupes Edgo et Padico, il est considéré comme le Palestinien le plus riche du monde,. Il a assumé par le passé des fonctions ministérielles tant en Jordanie qu'en Palestine. Il est membre du Conseil législatif palestinien[Quand ?].